# Regio TV Stuttgart
Regio TV Stuttgart ist ein regionaler Fernsehsender in der Region Stuttgart mit Sitz in Stuttgart. Der Sender hieß bis Anfang 2007 R.TV und später REGIO TV Regional-Fernsehen. Er gehört wie auch Regio TV Schwaben und Regio TV Bodensee zum Medienhaus Schwäbischer Verlag.

## Programm

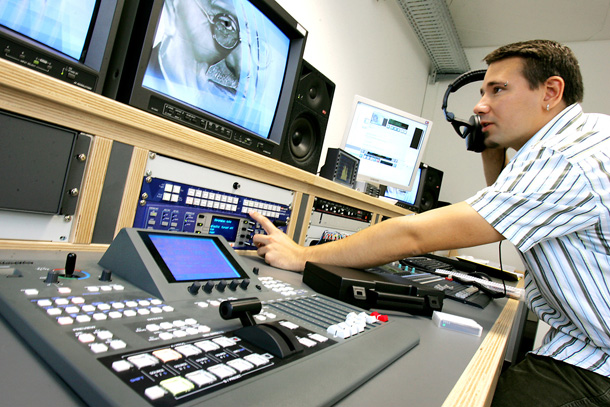
Studio von Regio TV Stuttgart

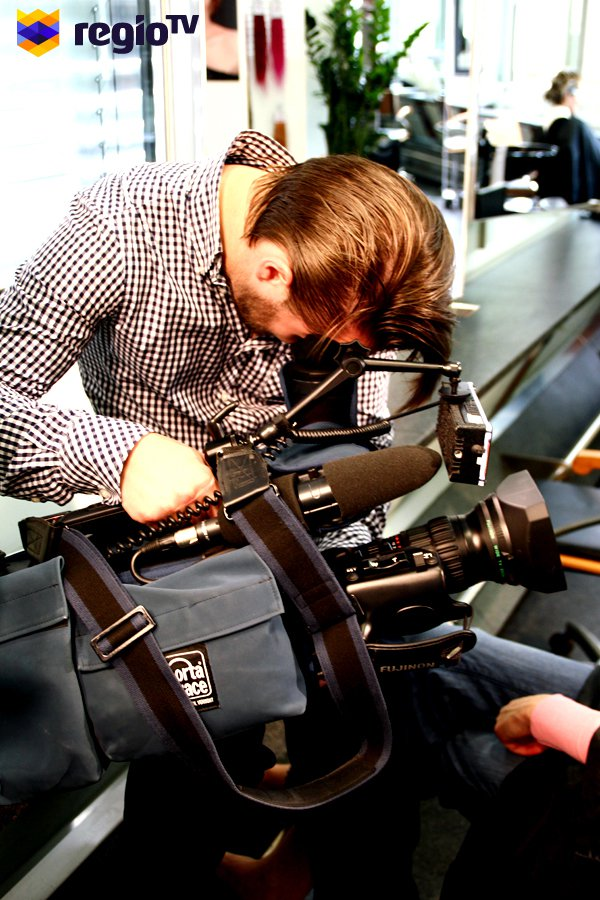
Filmredakteur von Regio TV Stuttgart

Das Programm wird von drei Standorten in drei unterschiedlichen Versionen ausgestrahlt:
- für die Landkreise Böblingen, Calw und Freudenstadt
- für Stuttgart und die Landkreise Esslingen und Göppingen und
- für die Landkreise Ludwigsburg und Rems-Murr.[4]

Schwerpunkt des Programms sind Nachrichten und andere Berichte aus der Region Stuttgart. Die Beiträge werden abends teilweise halbstündlich, teilweise stündlich wiederholt. In der restlichen Zeit werden unter anderem Teleshopping-Angebote verbreitet. Von Januar 2010 bis März 2017 war Chris Fleischhauer Programmchef des Senders. Seit März 2017 ist Günter Seibold Redaktionsleiter des Senders.

## Geschichte
Der Sender wurde 1995 im Landkreis Böblingen als R.TV gegründet und war damals der erste Landkreisfernsehsender Baden-Württembergs. Seit Dezember 2004 sendet man auch in der restlichen Region Stuttgart, dort allerdings mit einer anderen Lokalversion.
Im Oktober 2005 genehmigte die Landesanstalt für Kommunikation Baden-Württemberg (LfK) die Übernahme durch das Medienhaus Schwäbischer Verlag (Herausgeber der Schwäbischen Zeitung). Frank Eckstein war zwischen 2006 und 2012 Geschäftsführer von Regional-Fernsehen Böblingen GmbH & Co. KG und der Nachfolgeorganisation Regio TV Stuttgart, ihm folgte 2013 Nikolaus Donner. Seit Februar 2017 hat Ralph van Gülick die Geschäftsführung übernommen.
Anfang 2007 nannte sich der Sender in REGIO TV Regional-Fernsehen um. Seit Januar 2008 bietet die Regio-TV-Gruppe (mit REGIO TV Schwaben und REGIO TV Euro 3) neben dem regulären Fernsehprogramm „Internetfernsehen für Baden-Württemberg“.
Im Oktober 2009 startete die Regio-TV-Gruppe ihre Verbreitung über Satellit. Im Dezember desselben Jahres verlagert REGIO TV Regional-Fernsehen seinen Sitz nach Stuttgart-Bad Cannstatt in das „Römerkastell“.
Anfang 2011 benannte die Gruppe ihre Sender um in Regio TV Stuttgart, Regio TV Schwaben und Regio TV Bodensee.

## Empfang
Das Programm wird in Stuttgart und den Landkreisen Böblingen, Ludwigsburg, Esslingen, Göppingen, Freudenstadt, Rems-Murr-Kreis, Calw und dem nördlichen Landkreis Rottweil über das Kabelnetz verbreitet. Im Landkreis Böblingen wurde zudem bis Ende 2006 terrestrisch aus Sindelfingen vom Kamin des Daimler-Heizkraftwerks gesendet. Rund 2,8 Millionen Zuschauer können das Programm von Regio TV Stuttgart über Kabel und Satellit empfangen.
Das Programm war zunächst auch per Livestream und Video-on-Demand im Internet zu sehen, zwischenzeitlich ging der Sender jedoch dazu über, nur noch Video-on-Demand anzubieten. Neben der gesamten Sendung können dabei auch Einzelbeiträge abgerufen werden.
Seit Oktober 2009 kann das Programm von Regio TV auch über Satellit empfangen werden. Dabei werden die Sendungen (Journale) von Regio TV Stuttgart, Regio TV Schwaben und Regio TV Bodensee im Wechsel ausgestrahlt. Das Programm findet sich auf ASTRA 1F, 19,2° Ost auf Transponder 104, vertikale Polarisation, Downlinkfrequenz 12480 MHz, Symbolrate 27,5 MSps.

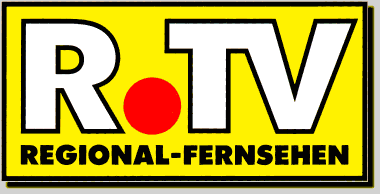
Logo des Vorgängers R.TV Regional-Fernsehen aus dem Jahr 2004
Anfängliches Logo mit Punkt in Anlehnung auf den alten Namen R.TV
Logo bis Anfang 2011
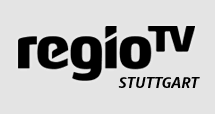
Logo 2011